# Кешм (острів)
Кешм (перс. قشم) — найбільший острів Ормузької протоки і східної частини Перської затоки. На терені острова розташовано шахрестан Кешм, що входить до складу остана Хормозган Ісламської Республіки Іран. Населення, за оцінками 2012 року, становить 119 035 чол. Адміністративний центр і найбільший населений пункт — розташоване на крайньому сході острова місто Кешм (населення 17 тис. чоловік). На острові заснована вільна економічна зона.

## Географія
Острів витягнувся уздовж узбережжя материка на 136 км. Площа — 1,491 км ². Відділений від материка вузькою протокою Кларенс (мінімальна ширина — 1800 м). Поруч розташовуються острови Хенг, Ларек і Ормуз.

### Клімат
Місто Кешм знаходиться у зоні, котра характеризується кліматом тропічних пустель. Найтепліший місяць — липень із середньою температурою 34.4 °C (93.9 °F). Найхолодніший місяць — січень, із середньою температурою 18.3 °С (64.9 °F).
| Клімат Кешма            | Клімат Кешма | Клімат Кешма | Клімат Кешма | Клімат Кешма | Клімат Кешма | Клімат Кешма | Клімат Кешма | Клімат Кешма | Клімат Кешма | Клімат Кешма | Клімат Кешма | Клімат Кешма | Клімат Кешма |
| Показник                | Січ.         | Лют.         | Бер.         | Квіт.        | Трав.        | Черв.        | Лип.         | Серп.        | Вер.         | Жовт.        | Лист.        | Груд.        | Рік          |
| Середня температура, °C | 18,3         | 19,3         | 22,6         | 26,8         | 30,9         | 33,4         | 34,4         | 34,1         | 32,3         | 29,3         | 24,4         | 20,1         | 27,2         |
| Норма опадів, мм        | 35.1         | 44.7         | 33.9         | 10.8         | 3.9          | 0            | 0.6          | 2            | 0.7          | 1.6          | 5.2          | 23.4         | 161.9        |
| Днів з опадами          | 3,9          | 4            | 4            | 1,9          | 0,3          | 0            | 0,3          | 0,4          | 0,1          | 0,1          | 0,8          | 3            | 18,8         |
| Вологість повітря, %    | 64.2         | 66.8         | 65.3         | 61.3         | 58.2         | 61.4         | 64.5         | 65.5         | 64.9         | 62.4         | 60.4         | 63.2         | 63.2         |
| ----------------------- | ------------ | ------------ | ------------ | ------------ | ------------ | ------------ | ------------ | ------------ | ------------ | ------------ | ------------ | ------------ | ------------ |
| Джерело: Weatherbase    |              |              |              |              |              |              |              |              |              |              |              |              |              |

## Історія
Перші поселення на острові з'явилися ще до нашої ери, зокрема, про них повідомляли Клавдій Птолемей.
Довгий час острів перебував під контролем Португалії.
У 1988 році за декілька кілометрів на південь від острова був збитий американською ракетою цивільний літак.

## Транспорт
Транспортне пасажирське сполучення із зовнішнім світом підтримується через міжнародний аеропорт Кешм (рейси до Тегерану і в Об'єднані Арабські Емірати), морський порт Бахман (рейси в Бендер-Аббас) і ряд пристаней. В даний час ведеться будівництво мосту на континент. Лінія електропередачі пов'язує острівну електромережу з континентальною.

## Туристичні пам'ятки
- Мангровий ліс Ара (Хара)
- Морський парк Хормоз (м. Кешм)
- Долина Зірок
- Геологічний масив Намакдон
- Ущелина Чаку
- Печери Харбоз
- Португальські фортеці

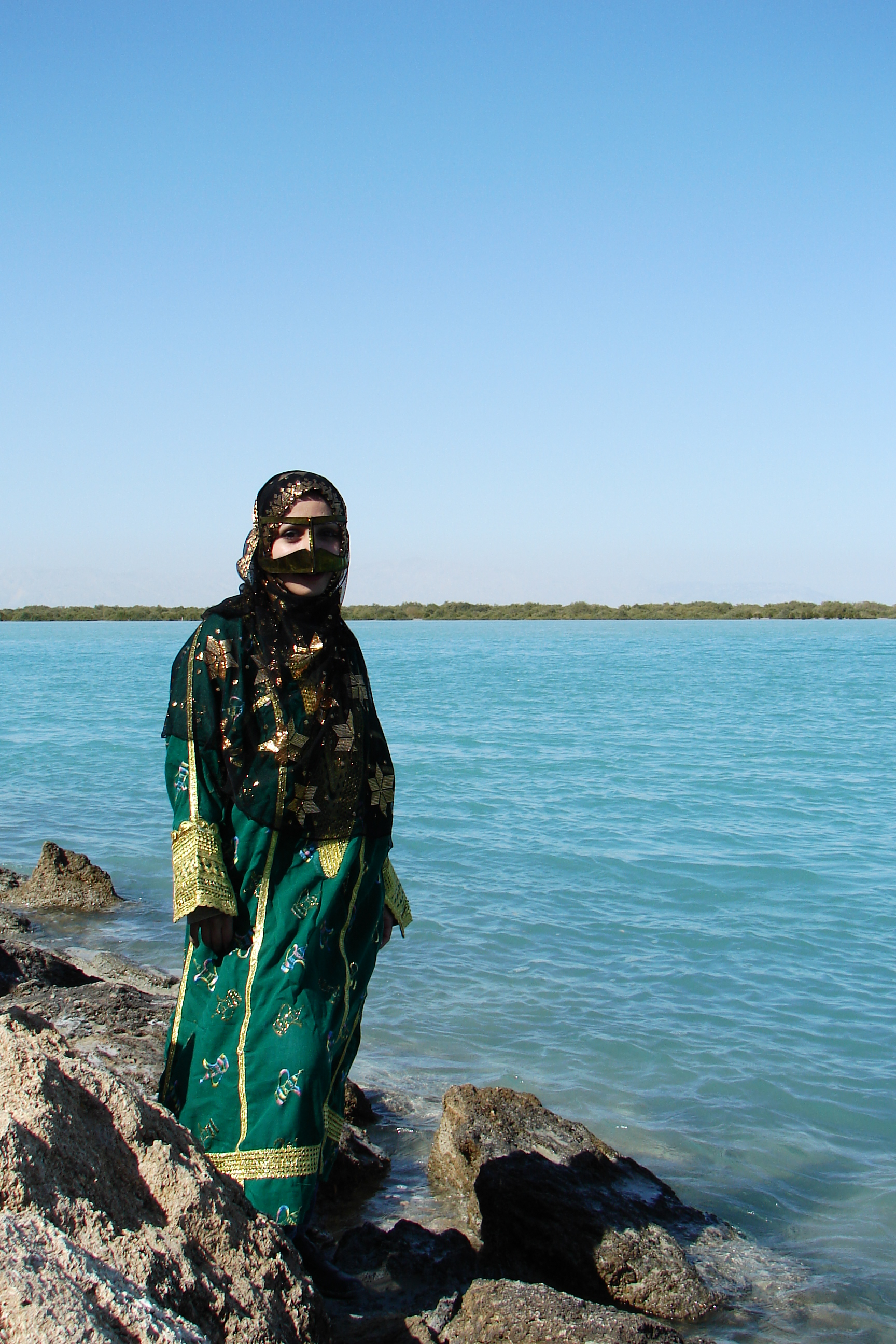
Дівчинка одягнута у "Bandari", традиційну місцеву сукню
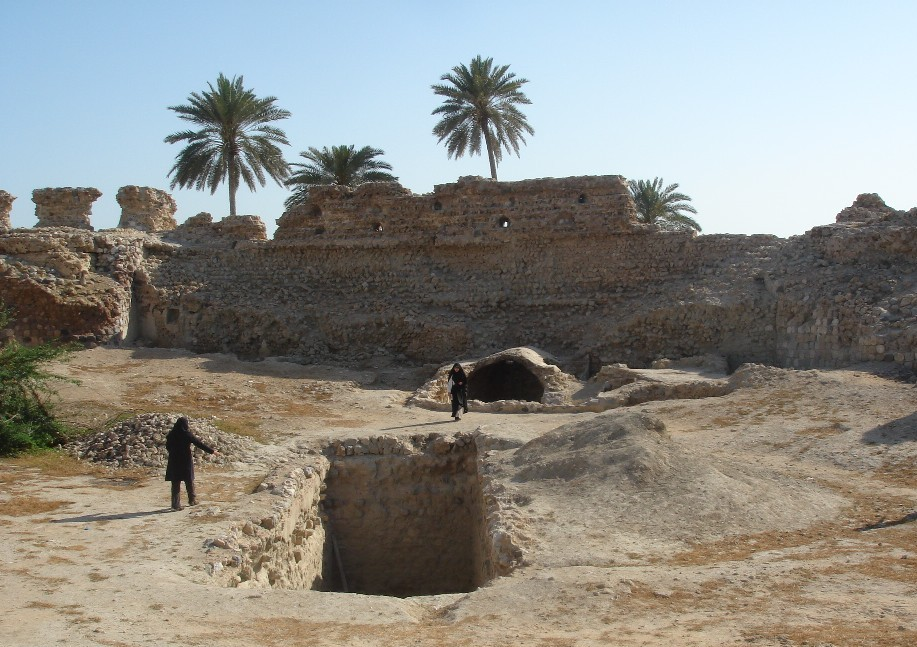
Португальська фортеця на острові Кешм
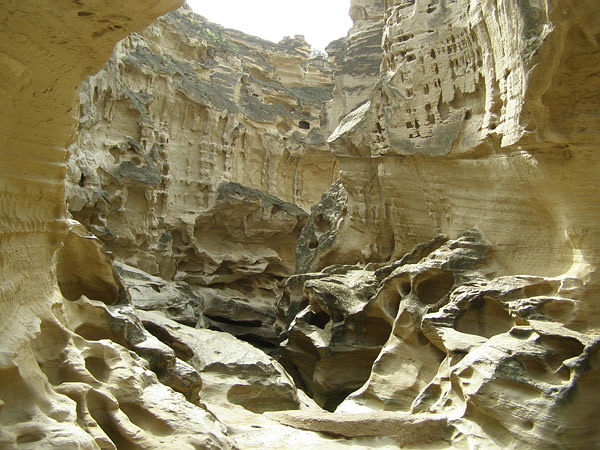
Ущелина Чаку
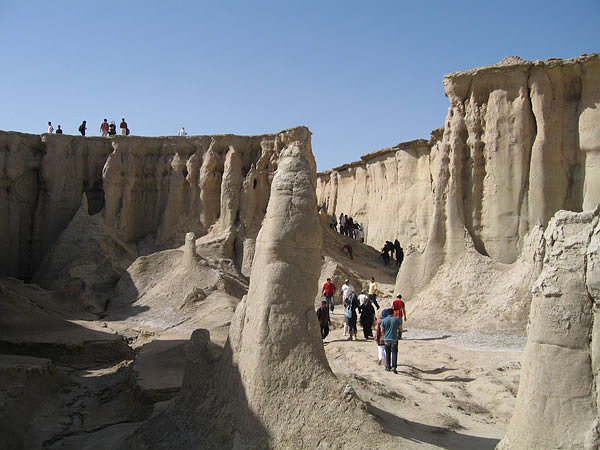
Долина Зірок
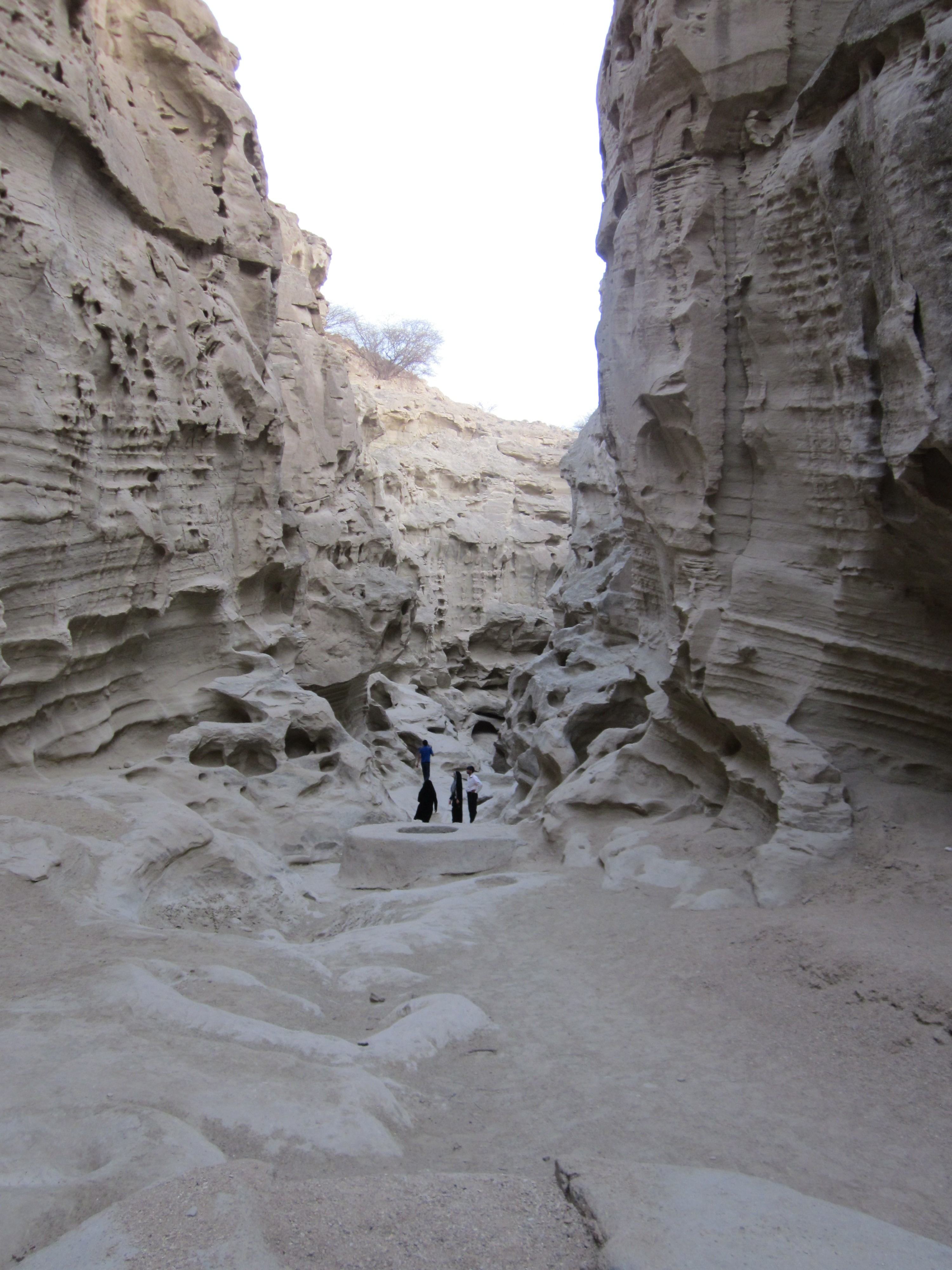
Долина Chah Kooh
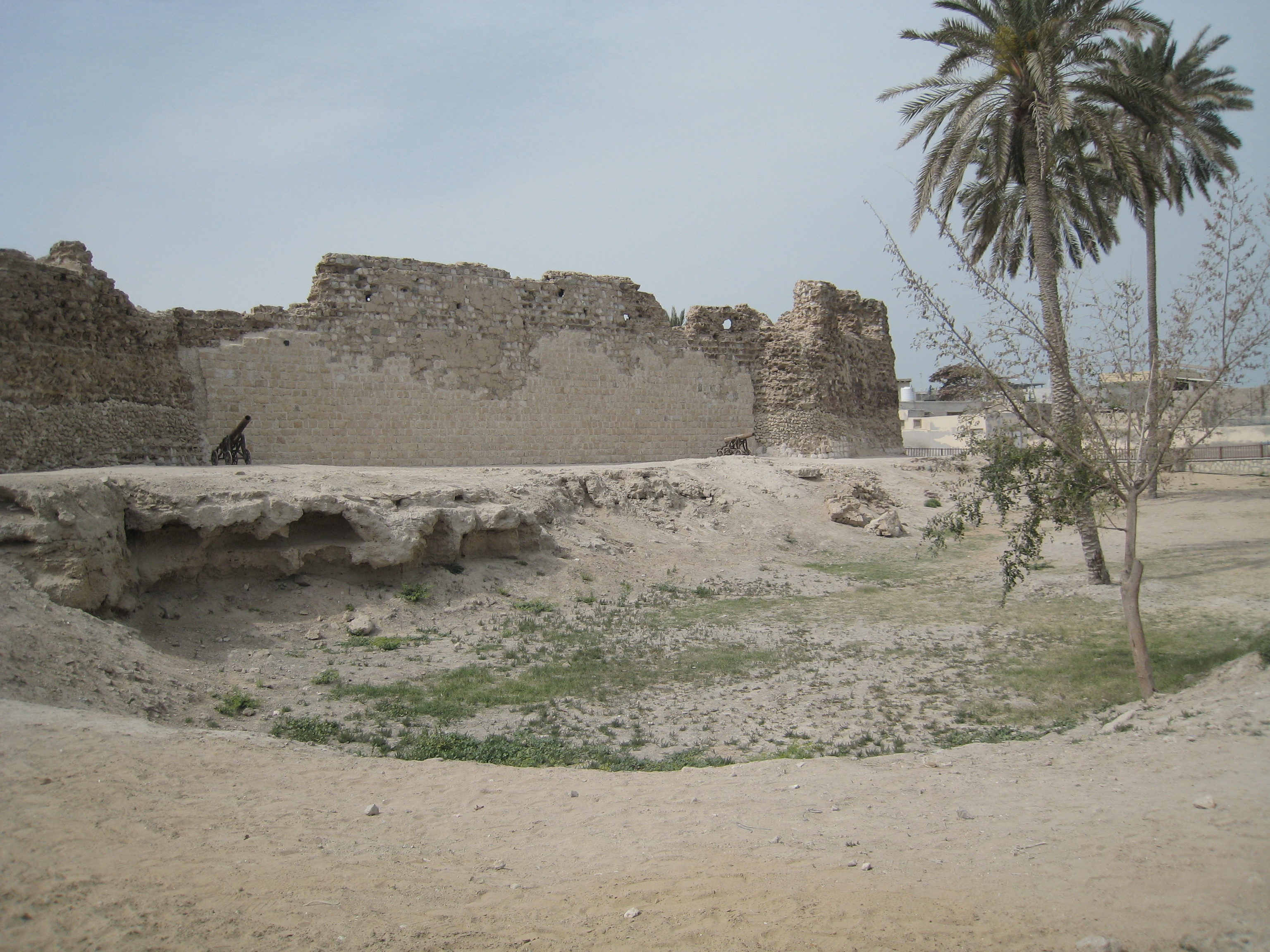
Португальська фортеця
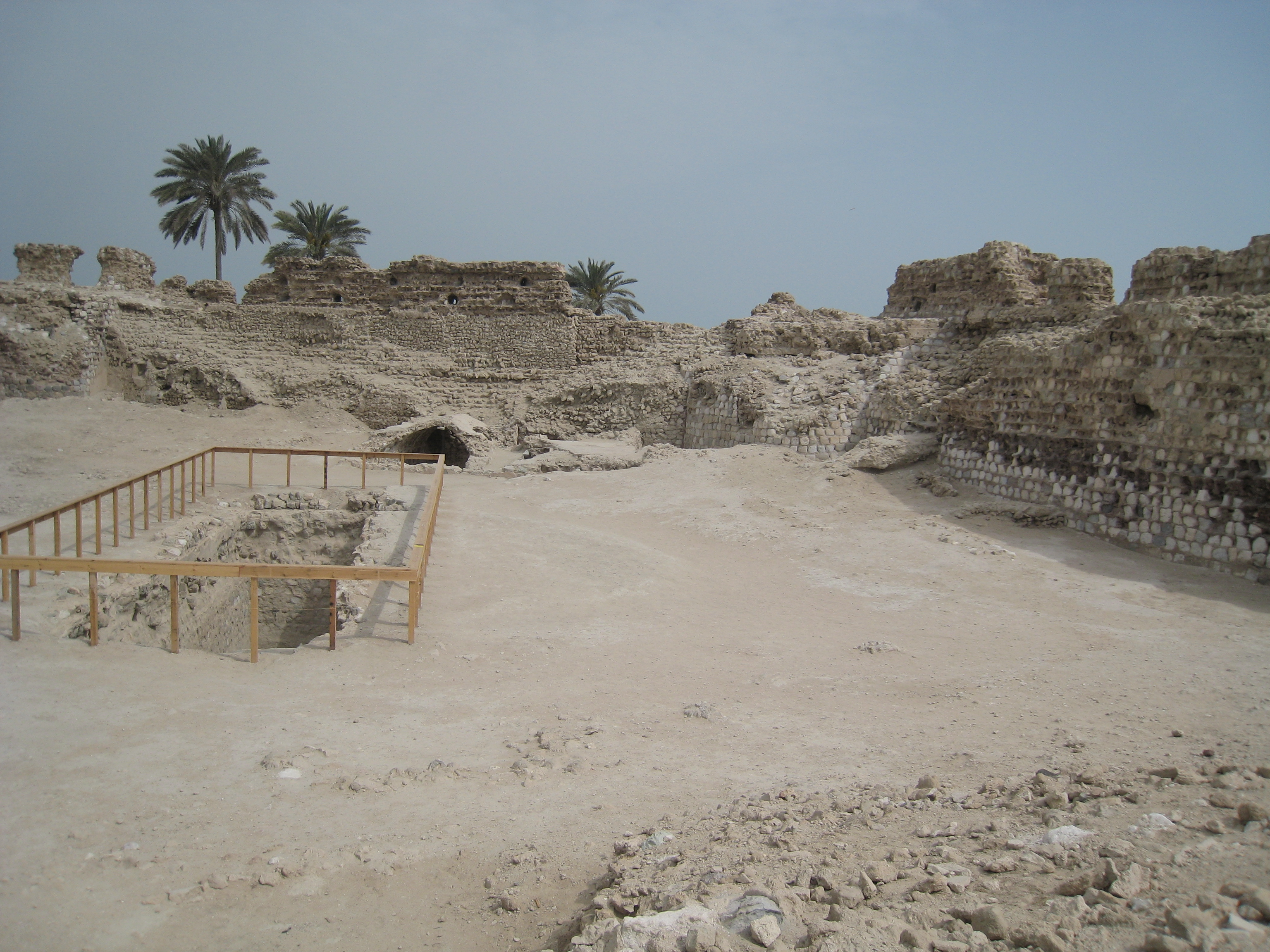
Португальська фортеця
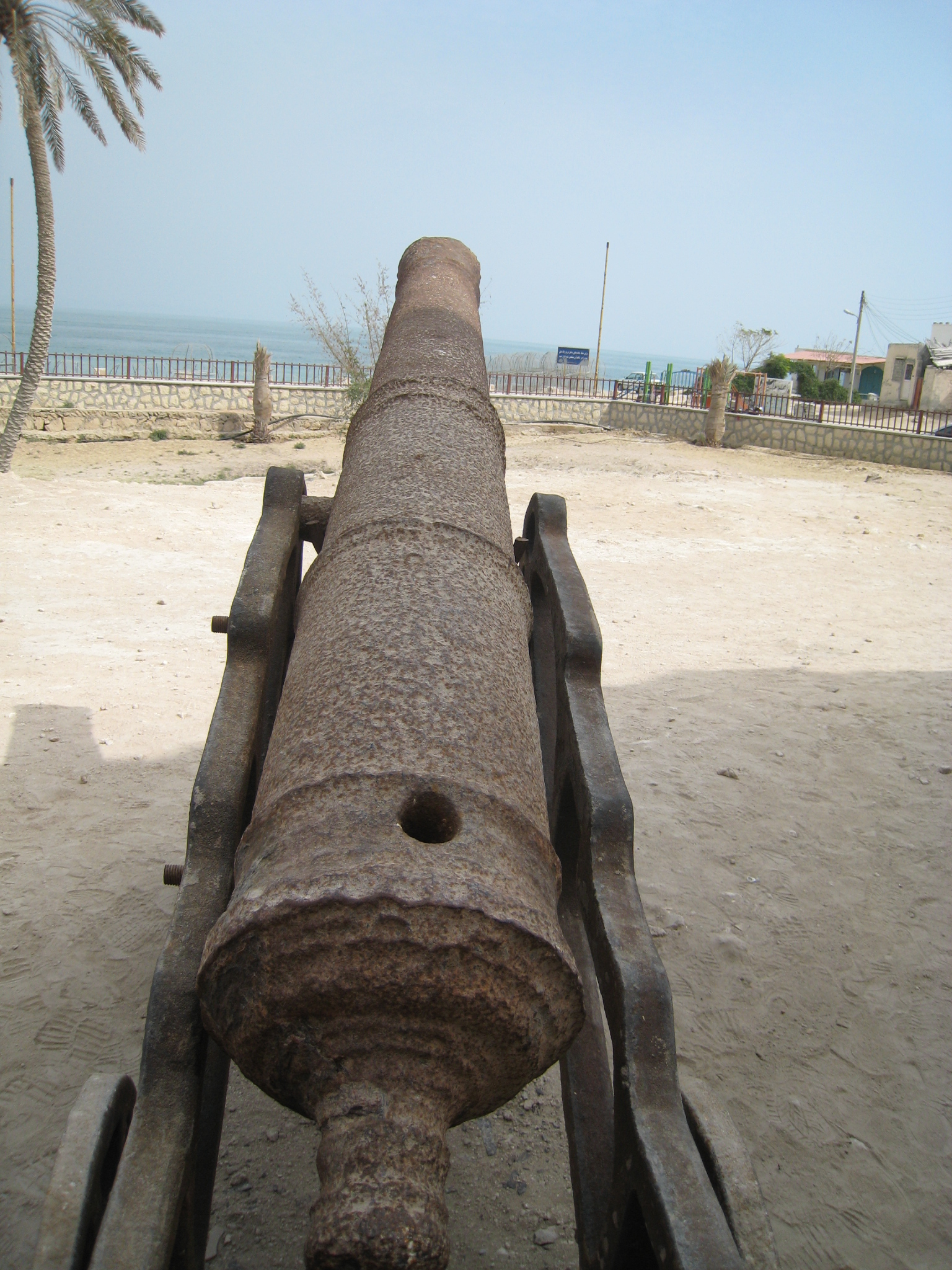
Одна з гармат португальської фортеці